# Familie Schimek (1935)
Familie Schimek ist eine deutsche Filmkomödie aus dem Jahr 1935 nach der gleichnamigen Theaterkomödie von Gustav Kadelburg.

## Handlung
Nach dem Tod des Tischlermeisters Schimek und seiner Frau leben ihre drei Kinder Hedwig, Willi und Franzl bei ihrer Tante. Der Tischler Ludwig Schigl führt die Werkstatt weiter und fühlt sich auch für die Familie seines früheren Chefs verantwortlich, deswegen sorgt er dafür, dass die Kinder einen offiziellen Vormund bekommen und verschafft der fast erwachsenen Hedwig ein Engagement am Theater. Hedwig ist so gut wie verlobt mit Schigls jungem Tischlerkollegen Franz Baumann. Das missfällt Schigl, da er Hedwig für eine Künstlerin und daher eine Ehe mit einem Handwerker für unter ihrer Würde hält.
Der vom Gericht bestellte Vormund ist der Möbelhändler Anton Kaltenbach: wohlhabend, verheiratet und kinderlos. Dieser will die Aufgabe zunächst ablehnen, als er merkt, dass er mit Schigl jemanden neben sich hätte, der sich immer in die Familienangelegenheiten einmischen würde.
Kaltenbachs Kompagnon Weigel verliebt sich bei einem Theaterbesuch in Hedwig, ist aber zu schüchtern sie anzusprechen und bittet Kaltenbach um Vermittlung. Die beiden Herren holen Hedwig mit einer Droschke vom Theater ab und sie vergisst in der Droschke ein Paket. Darin befindet sich ihr Bühnenkostüm mit einer unechten Brillantbrosche, das sie Baumann zeigen wollte. Der Droschkenkutscher trägt Kaltenbach das Paket in ein Restaurant hinterher, der aber wegen der Anwesenheit seiner Frau Cilli behauptet, er kenne das Paket nicht.
In der Folge führt das Paket zu allerhand Verwechslungen und Irrtümern: Cilli hält es zunächst für ein Geburtstagsgeschenk für sich. Als sie bemerkt, dass der Schmuck unecht ist, glaubt sie an eine Affäre ihres Mannes und will sich scheiden lassen. Kaltenbach ersetzt das Paket durch ein anderes mit einem identischen (aber neuen) Kleid und identisch aussehendem echten Schmuck. Cilli ist zunächst besänftigt, doch dann taucht bei einem Antrittsbesuch der Kaltenbachs bei Schigl und Frau Schimek wieder das Paket auf, und nun glauben sowohl Cilli als auch Schigl und Baumann, dass Kaltenbach eine Affäre mit Hedwig habe. Cilli will sich scheiden lassen und Schigl zeigt Kaltenbach wegen Verführung seines noch minderjährigen Mündels an. Als er aber die Höhe der zu erwartenden Strafe von drei Jahren Gefängnis erfährt, will er die Anschuldigung zurückziehen – schließlich ist ihm Kaltenbach als Bräutigam für Hedwig immer noch lieber als Baumann. Hedwigs Aussage im Prozess entlastet Kaltenbach und Schigl wird wegen falscher Beschuldigung für zwei Monate ins Gefängnis gesperrt. Als er wieder freikommt, haben sich die Missverständnisse längst aufgeklärt: Kaltenbachs bleiben ein Paar, übernehmen die Vormundschaft für Willi und Franzl, und am Tag von Schigls Freilassung heiraten Baumann und Hedwig.

## Produktion
Die Premiere des von Majestic-Film produzierten Films war am 29. November 1935 in Österreich, die deutsche Erstaufführung folgte am 20. Dezember 1935. 2001 erschien der Film auf DVD.

## Rezeption
„Anspruchsloser-unterhaltsamer Verwechslungsschwank, ganz zugeschnitten auf Hans Moser.“

„Ganz auf Hans Moser (1880 - 1964) und seine unverwechselbare Komik des hektischen Cholerikers und sympathischen Grantlers, der immer Recht haben will, zugeschnittene Familienkomödie mit Verwechslungssituationen und aus Alltagsschwank stammendem Schmunzelhumor.“